# Szarma (tibeti buddhizmus)
A szarma a tibeti buddhizmusban (tibeti: གསར་མ, wylie: gsar ma) vagy új fordítás iskolák a tibeti buddhizmus iskolái közül az újabbakra vonatkoznak: kagyü, szakja, kadam, gelug és dzsonang iskola. A buddhizmus Tibetbe több hullámban érkezett. Az első tanítók érkezése után alakult ki a legelső iskola a nyingmapa a 8. században. Ralpacsen, a harmadik dharma király halála után a következő uralkodó, Langdarma buddhistaüldözésének köszönhetően szinte teljesen eltűnt a himalájai ország területéről a szerzetesi buddhizmus. A 11. században érkezett a tanítók második hulláma Marpa Locava („Marpa a fordító”) által, aki vadzsrajána tanításokat hozott Indiából, köztük a Mahámudrá hagyományvonalat. Később ezt a hagyományvonalat nevezték el kagyü iskolának, vagy marpa kagyünek is, Marpa tiszteletére.

## Kagyüpa
A kagyüpa  (tibeti:བཀའ་བརྒྱུད་པ  , irodalmi tibeti: bk'-brgjud; a.m. szóbeli átadás) nevét Gampópa (1079–1153) reformjai előtt használatos hagyományátadás módjáról kapta. Az indiai sziddha-hagyományt követi, akár a vele közeli rokonságban álló nyingma irányzat, ám csak Marpa (1012–1097) személyéhez köthető két hagyományvonalat  visz tovább. Tanításának egyik központi eleme a tudat és a jelenségek feletti kontroll, amelyet tantrikus gyakorlatokkal érnek el (ezt a többi iskola is elismeri) illetve a kagyü-lámák (tanítók) képzési módja. A mahámudrá bölcseleti tanát örökölte, mely szerint a spirituális út kiteljesedése azonos  a súnjata (üdvvel teli boldogság és üresség)  egyfajta megnyilvánulásával. Ebben a hagyományozási vonalba illeszkednek a mahámúdrán kívül Nárópa 6 jógája, a mahákála és a csakraszambhava gyakorlatokis.
Marpától a mahámudrá   filozófiája és a megvilágosodás eléréséhez szükséges, Náropa által kifejlesztett gyakorlatok Milarepához hagyományozódtak, akitől Gampópa örökölte azokat. Gampópa ezt kiegészítette a kadam hagyományokkal, ezzel az iskola önálló hagyományozási ággá vált. Nem sokkal kialakulása után további „aliskolák” alakultak belőle,  a chal, baram, karma és a druk iskolák. Jelenleg a legismertebb a kagyü iskolák közül a Jese Dordzse (1166–1211) által létrehozott druk ('bruk) kagyü-iskola, ez Bhután legjelentősebb, egyben az országnak nevet is adó tibeti buddhista hagyománya, legjelentősebb azonban a Düszum Khjenpa (1110–1193), az első Gyalva Karmapa által alapított karma kagyü.

## Szakjapa
Sacshen Kunga Nyingpo a Lam-Dre tanokat, valamint a Hevadzsra beavatásokat Sangton Csöbar-tól, majd később egy vízió során magától a mahásziddha Virupától kapta. A gurujaitól kapott összes tanítást fiainak is átadta. A hagyomány szempontjából két fia, Szönam Cemo (1142- 1182) és Dhagpa Gyalcen (1147- 1216) követte őt. Dhagpa Gyalcen unokaöccsének Szakja Panditának aki saját részről szintén az unokaöccsének Csögyal Phagpának közvetítette a tanokat. Ez az öt dzsecün vált a szakjapa hagyomány korai nagy mesterévé. Az első három világi hívő, Szakja Pandita és Csögyal Phagpa szerzetes volt. A jelenlegi Szakja Trizin (a szakja trón fenntartója) Őszentsége Ngawang Kunga, a Khön Drolma palotájából származik és mint a 41. szakja trizin, az Indiában lévő dehra duni szakja központban él.
Az öt dzsecün leghíresebb tagja Szakja Pandita Kunga Gyalcen (1182- 1251) volt, aki 27 évesen lett szerzetes, miután találkozott a kasmíri Sákja Sribhadrával. Buddhista, és nem buddhista filozófiát, logikát, kö1tészetet, asztrológiát és művészetet, valamint szanszkritot és tantrát tanult több indiai, nepáli, kasmíri és tibeti mestertől. Rendkívüli tudásának köszönhetően elnyerte az indiai pandit rangot és címet. Összesen 114 vallási művet írt, köztük „A helyes felismerés logikájának kincse” címűt (Cad-ma rigsz-gter), ami az egyetlen olyan tibeti írás, amelyet valaha szanszkritra lefordítottak. Mint kiemelkedő hírű buddhista tanítót meghívta őt Mongóliába Dzsingisz kán unokája Godan kán. Ő maga már nem tudott eleget tenni a meghívásnak, de unokaöccse Drogon Csögyal Phagpa (1235- 1280) a következő kán, Kubiláj kínai császár kérésének megfelelően Mongóliába utazott. Itt, Kubiláj kán udvarában Phagpa a mongol nyelv számára egy saját ábécét szerkesztett. A kán később a buddhizmust állami vallássá emelte és kinevezte Phagpát Tibet helytartójává. Így Csögyal Phagpa lett az első olyan tibeti uralkodó, akinek a vallási, és a világi hatalom is a kezében volt. Ez idő alatt a Szakja kolostor nagy templomának az építését is befejezték. Őt testvére Csangna követte, akivel együtt összesen több mint száz évig ura1kodtak Tibetben.

## Kadampa
Dromtön (1005–1064) tibeti világi mester, az indiai Atísa (982-1054) legkiválóbb tanítványa alapította a kadam iskolát, aki három saját tanítványának adta tovább az átadási vonalat. A kadampa legközismertebb tanítása a bódhicsitta tanítások. Később ezeket a buddhista tanításokat Atísa lojongnak és lamrimnak nevezte. Atísa halála után legfőbb tanítványa, Dromtön szervezte meg a "Négy istenség és három dharma" hagyományvonalat, amelyben a gyakorló fel tudja fogni az összes szútra és tantra tanításait nem ellentmondásosként és amelyet kiegészítő módszerként lehet használni a megvilágosodás eléréséhez.
1056-ban alapította meg Dromtön a Reting kolostort (wylie: rwa sgreng) a Lhászától északra fekvő Reting Campo-völgyben, amely ezután az iskola székhelyévé vált. A közeli Phenpo Csu- és Gyama-völgyekben szintén létesültek Kadampa kolostorok.

## Gelugpa
A gelugpa (vagy dGe Lugs Pa, dge-lugs-pa, vagy Dgelugspa), más néven sárga kalap szekta, amelyet a tibeti vallási vezető és filozófus Congkapa (1357–1419) alapított. Az első kolostort Gandenben építtette, amelynek vezetője a mai napig az egész iskola vezetője is egyben. Ennek ellenére az iskola legismertebb alakja a dalai láma.

## Dzsonang
A dzsonang (tibeti: ཇོ་ནང་, wylie: Jo-nang) iskola eredetét a 12. századi Jumo Mikjo Dordzse mesterhez szokták kötni, azonban szélesebb körben tette ismertté Dolpopa Serab Gyalcen, aki eredetileg a szakja iskolában végezte tanulmányait. A dzsonang iskoláról úgy tartják, hogy a 17. században megszűnt, miután az 5. Dalai láma a dzsonang kolostorokat eretneknek kiáltotta ki és elkobozta a gelug iskolák részére.
Később a dzsonang iskola újból életre kelt és olyan központokat hoztak létre, amelyek aktívak maradtak a mai napig. Ma mintegy 5000 dzsonang szerzetes és apáca gyakorolja buddhizmust dzsonang kolostorokban.
Künpang Tukdzsé Cöndrü (wylie: kun spangs thugs rje brtson 'grus, 1243-1313) épített egy kumbumot vagy sztúpa-viharát in a Dzsomonang-völgyben, az ü-cangi Tasilhumpo kolostortól (mai Sigace) mintegy 160 km-re. A dzsonang hagyomány erről a kolostorról kapta a nevét, amelyet Dolpopa Serab Gyaltsen (1292–1361).
A dzsonang hagyomány két jellemző tanítást ötvöz a sentong filozófiai szemlélettel (a súnjatával kapcsolatban), valamint a Kálacsakra tantra Dro hagyományvonallal kapcsolatban. Ennek az ötvözetnek az eredetét Tibetben Jumo Mikjo Dordzse 11-12. századi buddhista mesterhez szokás kötni.
Azonban néhány évszázados függetlenség után, a 17. században a dzsonang rendet és a tanait megtámadta az 5. Dalai láma, aki a kolostorok többségét átalakította gelug renddé.[forrás?] Néhány rend így is túlélte titokban, elsősorban Kham és Amdo területeken. A rend központja a Dzamthang kolostor volt. A dzsonang iskolából számos elismert buddhista tudós került ki, úgy mint például Dolpopa Serab Gyalcen, de a leghíresebb Taranatha (1575–1634) volt, aki nagy hangsúlyt fektetett a kálacsakra tantrára. Miután a dzsonang kolostorokat és a gyakorlóit a gelug irányítású területeken erőszakkal áttérítették, a kálacsakra tanítások is átkerültek a gelug iskolába.